# Einwohnerentwicklung von Emden
Dieser Artikel gibt die Einwohnerentwicklung von Emden  wieder.

## Einwohnerentwicklung

### Historie
Nach Schätzungen waren in der höchsten Blütezeit der Seehafenstadt um das Jahr 1600 herum rund 15.000 Bürger in Emden beheimatet. Damit war Emden eine Stadt mit einer durchaus bemerkenswerten Einwohnerzahl in jener Zeit. Zum Vergleich: Hamburg und Köln als die beiden größten Städte jener Tage hatten etwa 40.000 Einwohner. Heute hingegen beträgt die Einwohnerzahl Hamburgs das 34fache derjenigen Emdens, die Einwohnerzahl Kölns das 19fache. Grund dieser kurzfristigen enormen Bevölkerungszunahme waren die von den Spaniern vertriebenen und verfolgten Niederländer, die während des Achtzigjährigen Krieges Zuflucht in der Seehafenstadt fanden.
Bis 1744 nahm die Einwohnerzahl auf etwa 7000 ab und stieg bis 1880 auf etwa 13.400 an. Durch die Industrialisierung und dem Ausbau des Emder Hafens wuchs die Stadt bis 1940 auf 37.000 Einwohner. Nach dem Zweiten Weltkrieg erfuhr Emden nochmals einen Schub in der Entwicklung durch die Eingemeindung von Vororten.  Seit den 1960er Jahren liegt die Einwohnerzahl – von wenigen Jahren abgesehen – konstant über 50.000. Seit den 1980er Jahren wurden im Stadtgebiet mehrere größere Baugebiete ausgewiesen, unter anderem entstand in Constantia sogar ein komplett neuer Stadtteil. Damit hat die Stadt Emden den zuvor feststellbaren Trend zur Wanderung von Emdern ins Umland abfedern können. Zudem bemüht sich die Emder Stadtverwaltung darum, die Studenten der Fachhochschule dazu zu bewegen, sich mit ihrem Hauptwohnsitz in Emden anzumelden.

### Einwohnerzahlen
Die Zahlen für 1600 sowie 1744 sind Schätzungen. Die Einwohnerzahlen bis 1970 sind dem Bestand der Ostfriesischen Landschaft entnommen. Die Zahlen seit 1972 sind die amtlichen Einwohnerzahlen. Die jüngeren Zahlen seit 1972 beziehen sich auf die Hauptwohnsitze.

#### Einwohnerzahlen bis 1970
(jeweiliger Gebietsstand)
| Jahr | Einwohner |
| ---- | --------- |
| 1600 | 15.000    |
| 1744 | 7.000     |
| 1821 | 12.949    |
| 1848 | 13.849    |
| 1871 | 14.469    |
| 1880 | 13.400    |
| 1885 | 16.274    |
| 1905 | 24.504    |
| 1915 | 24.600    |

| Jahr | Einwohner |
| ---- | --------- |
| 1925 | 33.844    |
| 1933 | 36.519    |
| 1939 | 37.681    |
| 1946 | 31.413    |
| 1950 | 37.243    |
| 1956 | 42.849    |
| 1961 | 45.669    |
| 1970 | 48.525    |

#### Einwohnerzahlen ab 1975
| Datum             | Einwohner |
| ----------------- | --------- |
| 31. Dezember 1975 | 53.509    |
| 31. Dezember 1980 | 51.186    |
| 31. Dezember 1985 | 49.686    |
| 31. Dezember 1990 | 50.735    |
| 31. Dezember 1995 | 51.559    |
| 31. Dezember 2000 | 50.963    |
| 31. Dezember 2005 | 51.693    |

| Datum             | Einwohner |
| ----------------- | --------- |
| 31. Dezember 2010 | 51.616    |
| 31. Dezember 2014 | 50.016    |
| 31. Dezember 2018 | 50.195    |
| 31. Dezember 2019 | 49.913    |
| 31. Dezember 2020 | 49.874    |
| 31. Dezember 2022 | 50.535    |
| 31. Dezember 2024 | 49.202    |

Quelle: Niedersächsisches Landesamt für Statistik

### Bevölkerungsprognosen
Das Niedersächsische Landesamt für Statistik prognostizierte der Stadt Emden eine Einwohnerzahl von 52.763 im Jahr 2020 (gegenüber 2004 ein Anstieg um 2,4 %).
Hingegen gelangte die Bertelsmann-Stiftung in ihrer 2011 publizierten Studie „Deutschland im demographischen Wandel 2030“ zu einem leichten Rückgang der Einwohnerzahlen. Der Stadt Emden wurde für 2020 eine Einwohnerzahl von 51.090 prognostiziert, für das Jahr 2030 eine Einwohnerzahl von 50.230.

Die nebenstehenden Prognosen im Vergleich zur realen Entwicklung seit 1990

| Jahr | Einwohner |
| ---- | --------- |
| 2015 | 51.280    |
| 2020 | 51.090    |
| 2025 | 50.750    |
| 2030 | 50.230    |

| Jahr | Einwohner |
| ---- | --------- |
| 2015 | 51.568    |
| 2020 | 52.763    |

## Bevölkerungsstrukturen
| Bevölkerung                 | Stand 30. Juni 2015 |
| --------------------------- | ------------------- |
| Wohnberechtigte Bevölkerung | 53.777              |
| Einwohner mit Hauptwohnsitz | 50.226              |
| Einwohner mit Nebenwohnsitz | 3.551               |
| Deutsche mit Hauptwohnsitz  | 46.606              |
| Ausländer mit Hauptwohnsitz | 3.620               |
| Ausländeranteil in Prozent  | 7,2                 |

Quelle: Stadt Emden

### Stadtteile
→ Emder Stadtteile

Emder Stadtteile

Die meisten Einwohner leben in den Stadtteilen Stadtzentrum, Barenburg, Port Arthur/Transvaal und Borssum. Die wenigsten Einwohner haben die Stadtteile Logumer Vorwerk, Uphusen/Marienwehr, Harsweg und Friesland mit jeweils unter zwei Prozent der Gesamtbevölkerung.
| Stadtteil             | Einwohner |
| --------------------- | --------- |
| Wybelsum              | 1.520     |
| Logumer Vorwerk       | 213       |
| Twixlum               | 1.039     |
| Larrelt               | 1.474     |
| Larrelt/VW-Siedlung   | 2.559     |
| Port Arthur/Transvaal | 4.951     |
| Conrebbersweg         | 2.188     |
| Früchteburg           | 1.285     |
| Harsweg               | 993       |
| Barenburg             | 7.015     |

| Stadtteil                            | Einwohner |
| ------------------------------------ | --------- |
| Stadtzentrum                         | 8.950     |
| Tholenswehr / Wolthusen-Neubaugebiet | 2.470     |
| Wolthusen-Dorf                       | 1.853     |
| Uphusen / Marienwehr                 | 804       |
| Herrentor                            | 1.776     |
| Friesland                            | 839       |
| Borssum/Hilmarsum                    | 6.046     |
| Widdelswehr/Jarßum                   | 1.063     |
| Petkum                               | 1.075     |
| Constantia                           | 2.113     |
| Emden                                | 50.226    |

Quelle: Auswertung des Einwohnermelderegisters der Stadt Emden (Stand: 30. Juni 2015)

### Altersstruktur / Geschlechterverteilung

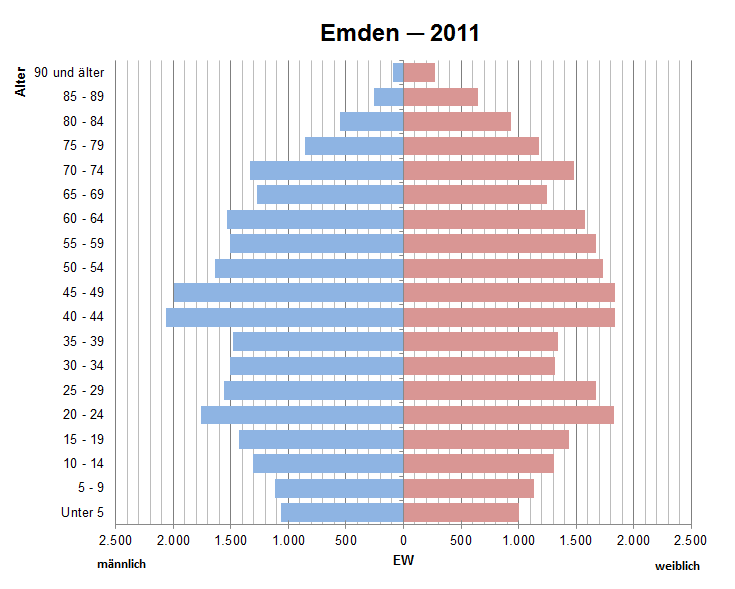
Bevölkerungspyramide für Emden (Datenquelle: Zensus 2011.)

Von den 50.226 Einwohnern sind 9398 (18,71 Prozent) jünger als 20 Jahre. Zugleich sind 10.527 Emder 65 Jahre oder älter – dies entspricht einem Anteil von 20,96 Prozent. Frauen sind (auch) in Emden in der Mehrheit: Aktuell sind es 25.371 Frauen, was einem Anteil von 50,5 Prozent aller Einwohner entspricht. Damit liegt der Wert etwas unter dem bundesdeutschen Durchschnittswert von 51,1 Prozent. Der Frauenüberschuss ist vor allem auf die Altersgruppe über 65 Jahren zurückzuführen.
Teils deutliche Männerüberschüsse gibt es in den Alterskohorten zwischen 25 und 49 Jahren. Auch in jenen drei Fünf-Jahres-Kohorten, in denen zumeist die Familiengründung stattfindet (zwischen 20 und 34 Jahren) überwiegen die Männer (Überschuss: 564). Zurückzuführen sein dürfte dies nicht zuletzt auf die knapp 3500 Studenten zählende Fachhochschule. Sie bietet zu einem Großteil technische Studiengänge an, die nach wie vor eine Männerdomäne sind. Auch ein zweiter Grund dürfte mit dem Bildungsangebot zu tun haben: Da es keine Universität mit geisteswissenschaftlichen Fächern in Emden gibt, sind junge Frauen mit entsprechendem Studienwunsch gezwungen, die Stadt zu verlassen. Für junge Männer gilt dies selbstredend auch, doch Frauen stellen in vielen geisteswissenschaftlichen Studiengängen eine (teils sehr klare) Mehrheit.

### Ausländeranteil
Emden hat einen im Bundesvergleich unterdurchschnittlichen Anteil an Ausländern: Er beträgt 7,2 Prozent – in absoluten Zahlen: 3620 Einwohner haben keinen deutschen Pass. Der Anteil von Personen mit Migrationshintergrund liegt aufgrund von Einbürgerungen sowie Spätaussiedlern aus Osteuropa jedoch höher. Im innerstädtischen Vergleich überdurchschnittlich hoch liegt der Ausländeranteil in den vier größten Emder Stadtteilen Stadtzentrum, Barenburg, Borssum und Port Arthur/Transvaal sowie im Stadtteil Früchteburg, wo es ein größeres Studentenwohnheim der Hochschule gibt. In allen anderen Stadtteilen liegt der Ausländeranteil unter dem städtischen Durchschnitt – am geringsten in Logumer Vorwerk, wo von 228 Einwohnern lediglich einer keinen deutschen Pass besitzt. Die Quote beträgt dort unter einem halben Prozent.

### Geburten und Sterbefälle / Wanderungen
Im Jahre 1997 gab es in Emden letztmals einen Geburtenüberschuss von 70 Personen. Seitdem sterben in der Stadt mehr Menschen als geboren werden. Im Jahre 2010 standen 572 Sterbefällen 470 Geburten gegenüber, was einen Sterbeüberschuss von 102 Personen ergibt. Seit 2001 war diese Zahl stets dreistellig, bislang am höchsten im Jahre 2002 mit einem Sterbeüberschuss von 177 Personen. Die Geburtenrate ist im Vergleich zu anderen kreisfreien Städten wie auch im Bundesvergleich jedoch immer noch überdurchschnittlich und liegt bei 1,53 Kindern pro Frau im gebärfähigen Alter (Stand: 2003), wie aus einer Untersuchung des Berlin-Instituts für Bevölkerung und Entwicklung hervorgeht.
Dennoch ist die Einwohnerzahl in den vergangenen Jahren fast in jedem Jahr gewachsen, was auf Zuwanderung zurückzuführen ist. Bis auf sieben Jahre hat die Stadt Emden seit 1989 in jedem Jahr Wanderungsgewinne verbucht und so das seit 1998 festzustellende Geburtendefizit mehr als ausgleichen können. Im Jahr 2010 betrug das Saldo 426 Personen, was den Sterbeüberschuss jenes Jahres um 324 Personen überkompensiert hat.

### Familienstände
In Emden waren per 30. Juni 2015 insgesamt Personen 21.410 verheiratet/LPS, 21.131 ledig, 3949 Einwohner geschieden und 3735 verwitwet.

### Konfessionen
Am 30. Juni 2015 waren 14.806 Einwohner Mitglied der Evangelisch-lutherischen Kirche, 14.001 Bürger gehörten der Reformierten Kirche an, 4332 gehörten der Römisch-katholischen Kirche an. 17.087 Einwohner gehörten anderen Konfessionen an oder waren konfessionslos.